# Juvenal von Jerusalem
Juvenal von Jerusalem († 2. Juli 458 in Jerusalem) war von 422 bis 458 Bischof und später der erste Patriarch von Jerusalem.
Nachdem die Diözese Jerusalem (Aelia Capitolina) jahrhundertelang Suffraganbistum von Caesarea Maritima gewesen war, bemühte sich Juvenal um ihre Erhebung zum selbstständigen Patriarchat. Beim Konzil von Ephesos im Jahr 431 unternahm er den Versuch, Palaestina und Arabien vom Patriarchat von Antiochien abzuspalten, was jedoch misslang. Mit Unterstützung Kyrills von Alexandria erhielt er lediglich den Rang eines Erzbischofs. Noch unmittelbar vor Beginn des Konzils von Chalcedon 451 nahm Juvenal in der Christologie Partei für Kyrill und lehnte die Zweinaturenlehre, die Papst Leo der Große im Tomus ad Flavianum dargelegt hatte, ab. Auf dem Konzil jedoch schwenkte Juvenal um und stimmte der seither in fast allen Kirchen geltenden Formel zu. Das Konzil seinerseits erkannte die Erhebung der Heiligen Stadt zum Patriarchatssitz an.
Als Juvenal jedoch nach Jerusalem zurückkehrte, wandten sich die ansässigen Mönche gegen ihn und wählten den monophysitischen Mönch Theodosius zum neuen Bischof, da sie Juvenals Parteinahme in Chalcedon missbilligten. Letztlich wurden diese jedoch vom Kaiser unterworfen und Juvenal zum Patriarchen von ganz Palästina erhoben. Er wird noch heute in einigen Ostkirchen als Heiliger verehrt. Sein Gedenktag ist der 2. Juli.